# Vigna hranatá
Vigna hranatá (Vigna angularis) je jednoletá rostlina, pěstovaná ve Východní Asii a v Himálaji a poskytující malé, asi 5 mm dlouhé fazolky, známé jako azuki. Nejčastěji pěstované kultivary mají semena červené barvy, jsou ale známé i bílé, černé, šedé a různě skvrnité varianty.
Genetické rozbory ukazují, že vigna hranatá byla nejdříve domestikována v Himálaji a v Číně a Koreji byla pěstována už před rokem 1000 př. n. l. Později se rozšířila i do Japonska, kde je nyní druhou nejoblíbenější luštěninou hned po soje.

## Pojmenování
Pojmenování azuki je přepisem původního japonského jména. V japonštině existuje i slovo přejaté z čínštiny, šózu (小豆), které znamená „malá fazole“ (jeho protějšek, „velká fazole“ (大豆; daizu), označuje soju), ale i přesto jsou kandži 小豆 běžně vyslovována jako azuki.
V Číně se v botanickém a zemědělském žargonu používá odpovídající slovo siaotou (小豆, pinyin: xiǎodòu), v běžné mluvě je mnohem běžnější slovo chungtou (红豆, hongdou) znamenající „červená fazole“, jelikož téměř všechny kultivary pěstované v Číně jsou červené. Označení „červená fazole“ se, mluví-li se o Číně/Asii, používá i v jiných jazycích (zejména jedná-li se o pastu z červených fazolí), v jiném kontextu může způsobit zmatky, máme i jiné druhy červeně zbarvených fazolí.
Korejský název fazolí azuki je pat (팥).

## Použití
V čínské, japonské a korejské kuchyni se fazole azuki téměř vždy používají slazené. Pasta vyráběná z fazolí vařených ve sladké vodě je velmi běžná ingredience ve všech těchto kuchyních.
Pasta z červených fazolí je součástí mnoha čínských jídel, jako například tangyuan, zongzi, měsíčních koláčů a pao-c'.
Používá se také jako náplň japonských sladkostí jako anmicu, taijaki a daifuku. Připravuje se i řidší varianta, tzv. polévka z červených fazolí, která se kromě cukru ochucuje i lotosovými semínky a pomerančovou kůrou. Azuki se také často jedí naklíčené a připravuje se z nich horký, čaji podobný nápoj.
Rýže s azuki (赤飯; sekihan, „červená rýže“) se v Japonsku tradičně vaří při různých šťastných událostech. Fazole slouží jako základ při výrobě cukrovinek amanattó a vyrábí se z nich oblíbená příchuť zmrzliny.